# 坎佩卡爾溫山
71°56′S 7°46′E / 71.933°S 7.767°E
坎佩卡爾溫山（英語：Kampekalven Mountain）是南極洲的山峰，位於東部南極洲的毛德皇后地，屬於毛德王后山脈的一部分，是菲爾希納山脈的東北端，海拔高度2,200米，現時受南極條約體系管理。